# Flughafeninfrastruktur

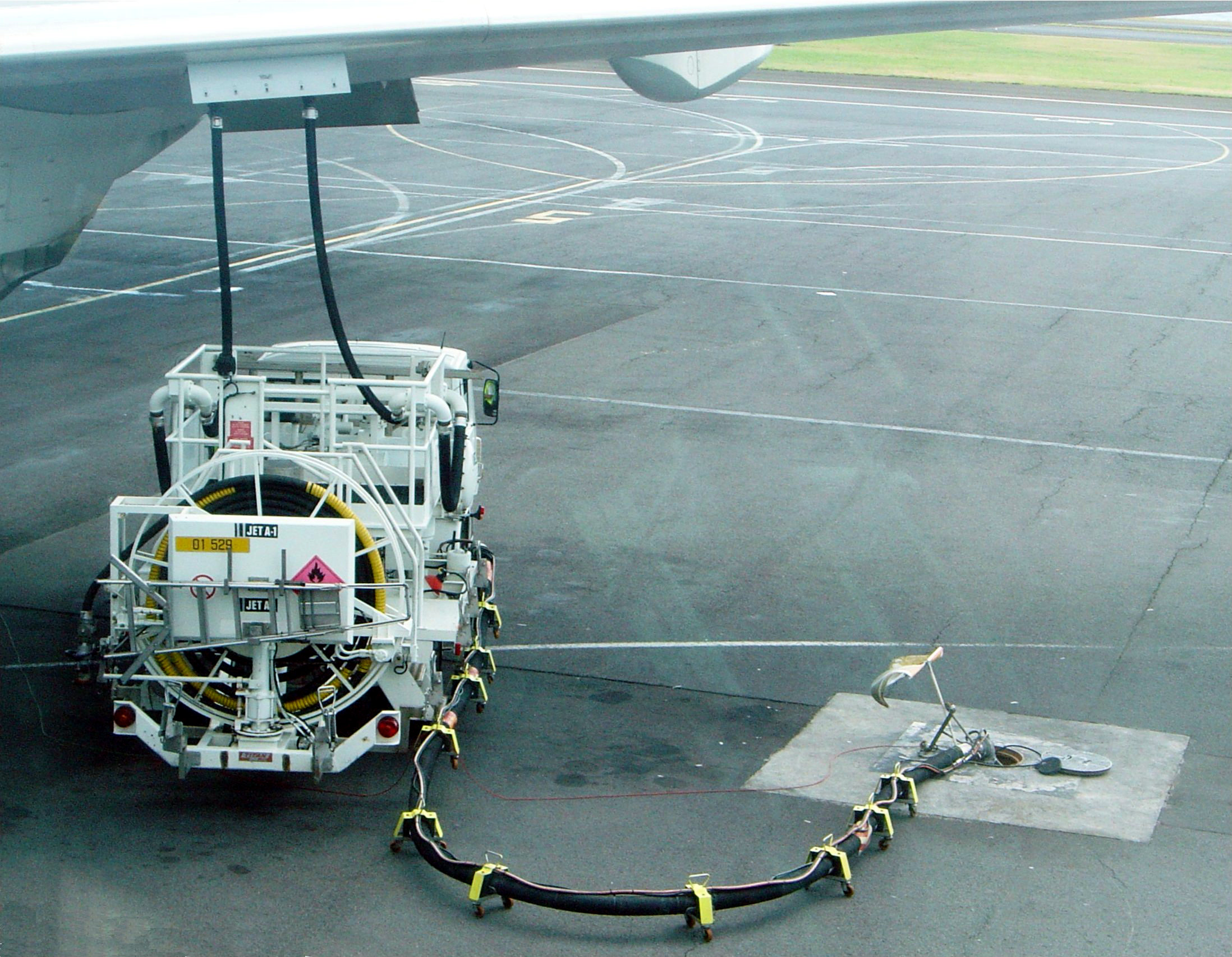
Unterflurbetankung einer Boeing 777 mit Kerosin (Jet A-1)

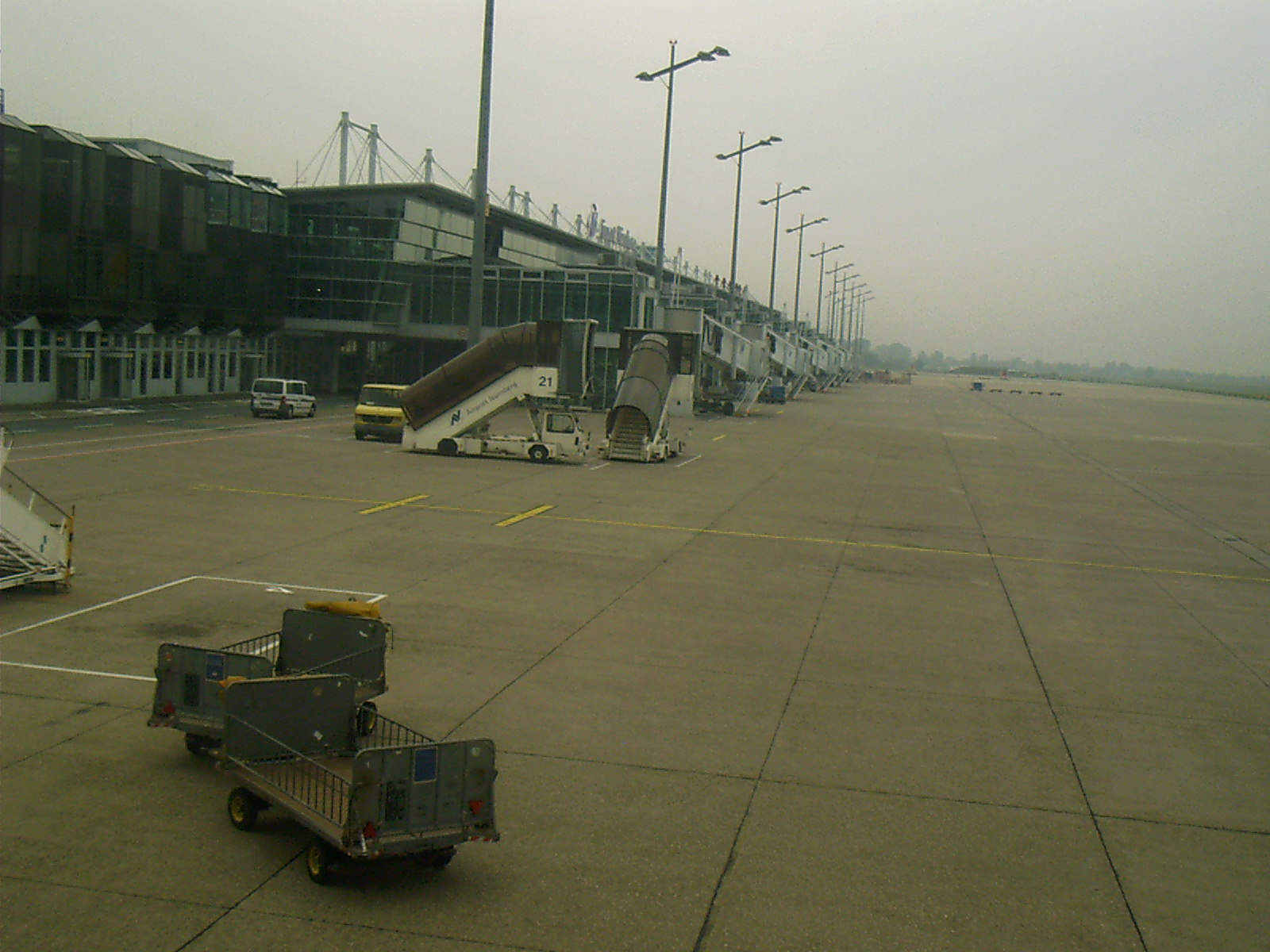
Vorfeld auf dem Flughafen Nürnberg

Die Flugplatzinfrastruktur oder Flughafeninfrastruktur ist eine Zusammenfassung aller Gebäude, technischen Einrichtungen und Anlagen, die an Flugplätzen für fliegendes Personal, Fluggesellschaften und Passagiere zur Verfügung stehen.

## Bestandteile
Die Infrastruktur eines Flugplatzes ist eine grundlegende und notwendige Voraussetzung für das Funktionieren des Flugverkehrs. In der kommerziellen Luftfahrt an Flughäfen ist dies ein Standortfaktor und wird vom Flughafenbetreiber gegen Entgelt für die Fluggesellschaften bereitgestellt.
Neben den Gebäuden zählen Start- und Landebahnen, Räumlichkeiten wie beispielsweise Wartehallen und Büros, Hangars, Flughafenfeuerwehren, Kommunikationseinrichtungen (Funkfeuer, Flugfunk, Telefonsysteme), Aufzugsanlagen, Fahrsteige, Fahrtreppen, Tower, Überwachungsanlagen (Radar, Videoüberwachung etc.) und Befeuerungen dazu.
Des Weiteren das betriebseigene Personal wie Raumpfleger, Sicherheitsdienste und Auskunftspersonal sowie ferner die Verkehrsanbindung wie beispielsweise Flughafenbahnhöfe zur Flughafeninfrastruktur, wobei letztere oft durch staatliche Stellen gefördert werden.
Fluglotsen gehören zwar zur Flughafeninfrastruktur, nicht aber zu jedem Flughafenbetreiber, in Deutschland ist für die Durchführung der Flugverkehrskontrolldienste auf den internationalen Verkehrsflughäfen die DFS Deutsche Flugsicherung GmbH zuständig.
Fast überall üblich ist die Umzäunung des Geländes, eine Zutrittskontrolle für Personen und Fahrzeuge findet jedoch nur an größeren Flugplätzen statt. Lounges gehören meistens den Fluggesellschaften oder -Allianzen, nur selten den Betreibern.
In der militärischen Luftfahrt zählen weitere Einrichtungen dazu, wie beispielsweise Munitionslager, Kasernen etc.

## Grundsätzlicher Flughafen-Aufbau

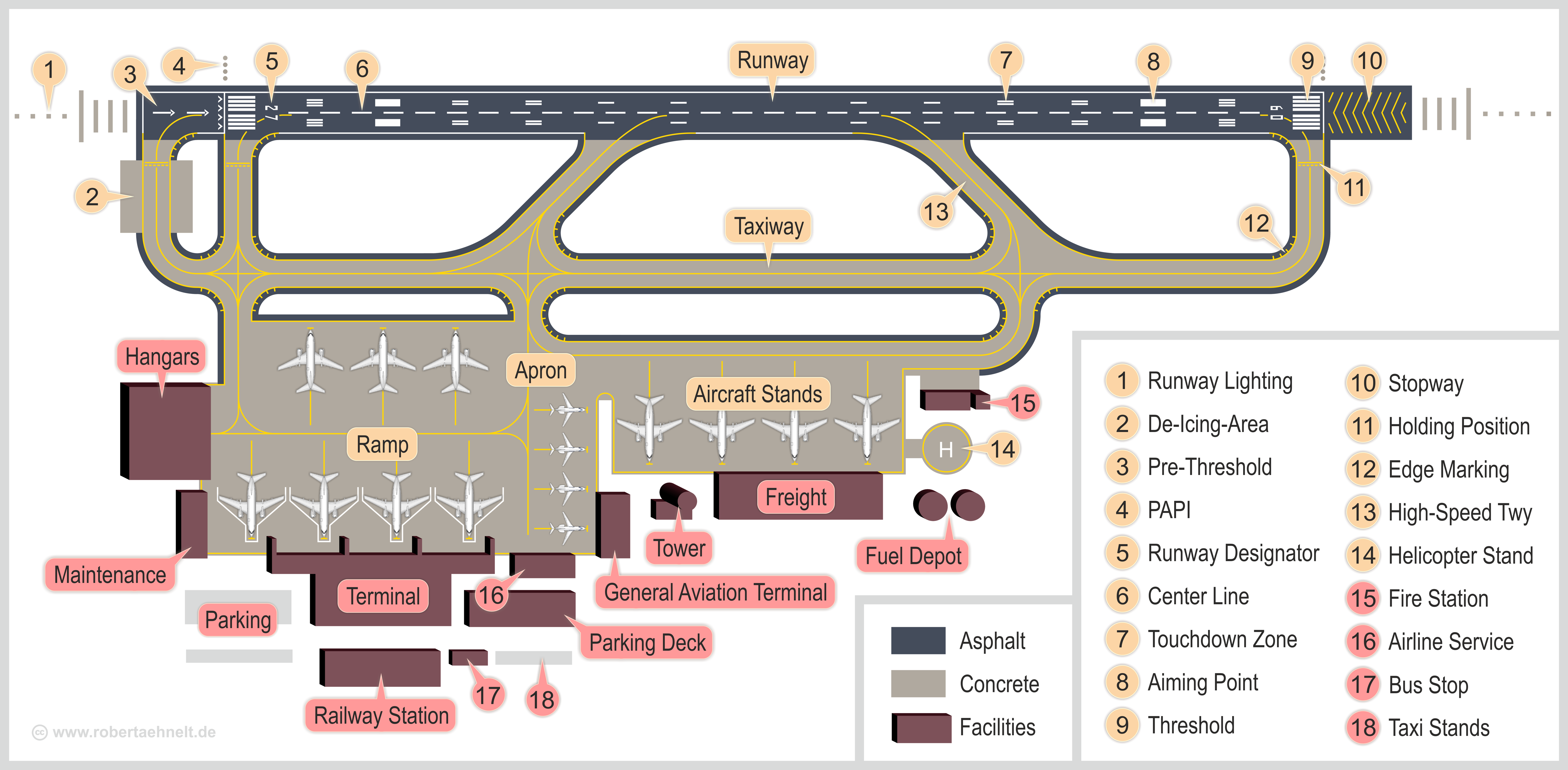
Prinzipieller Aufbau eines Flughafens

Ein Flugplatz lässt sich grundsätzlich in einen land- und einen luftseitigen Bereich einteilen. An Flughäfen wird der Zugang bzw. die Zufahrt in beide Richtungen streng überwacht.

### Zuwegung
Sofern kommerzieller Flugbetrieb stattfindet, schließen landseitig Parkplätze, Taxistände, Bus- oder Straßenbahnhaltestellen und evtl. ein Bahnhof unmittelbar an das Flughafenterminal an oder wurden unterirdisch darunter platziert.

### Flughafenterminal
Das Terminal wiederum besteht – sofern vorhanden – aus zwei Abteilungen, die durch Zoll- und Passkontrollen voneinander getrennt sind (in der Abbildung rot gekennzeichnet). Alle Passagiere und auch das fliegende Personal müssen vor dem Boarding diese Schranken passieren.
Im vorderen, für alle zugänglichen Teil des Terminals erfolgen die Ticketabgabe, die Platzreservierung, die Gepäckaufgabe und die Sicherheitskontrolle. Dieser Vorgang nennt sich einchecken (Check-in). Da hier oft Wartezeiten entstehen und auch Besucher und Angehörige Zutritt haben, bieten eine Vielzahl von Läden, Reisebüros, diverse Restaurants und Imbissstände ihre Waren an. Nach Durchschreiten der Zoll- und Passkontrollen betreten international Reisende die duty-free-Zone, in der ein zollfreier Einkauf möglich ist. Das Terminal wird dann nach dem Aufruf zum Boarding über den jeweiligen Flugsteig (Gate) verlassen.

### Luftseitiger Bereich
Der luftseitige Bereich umfasst alle Teile eines Flugplatzes, die für Flugzeuge zugänglich sind, wie Start- und Landebahnen (engl. runway, RWY), Rollbahnen (engl. taxiway, TWY), Vorfeld, Frachtzentrum und Hangars.
Das Vorfeld umfasst Ramps und Aprons. Ramp bezeichnet im Allgemeinen den unmittelbar ans Terminal angrenzenden Bereich, in dem durch Ramp Agents Flugzeuge in Parkposition mit Gepäck beladen werden oder Passagiere aufnehmen. Dagegen umfasst der Begriff Apron auch den vom Terminal weiter entfernt liegenden Park- und Ladebereich für Flugzeuge.
Das Fracht- und Logistikzentrum eines Flughafens bietet über das Kerngeschäft mit der Luftfracht hinaus häufig komplette Logistik-Lösungen an. Daher ist das Frachtzentrum wiederum über eigene Verkehrsanbindungen mit den übrigen Verkehrsströmen vernetzt. Zum Frachtbereich gehört auch die Gepäckverteilungsanlage, die eine zuverlässige Verteilung des Gepäcks der Fluggäste, das beim einchecken mit Barcodes versehen wurde, auf die jeweiligen Flugzeuge gewährleistet.
Ein Teil des Vorfeldes bzw. der Parkpositionen steht auf Flughäfen als Abstellfläche für die Allgemeine Luftfahrt (engl. General Aviation (GA)) zur Verfügung. Die Piloten und Passagiere aus diesem Bereich verlassen das Vorfeld über das GAT (general aviation terminal) sofern ein solches vorhanden ist, anderenfalls über die gleichen Ausgänge wie die Linienpassagiere und Crews.
Auf vielen Flughäfen ist – häufig auf dem Vorfeld in der Nähe des GAT – ein Start- und Landeplatz für Hubschrauber (engl. heliport) angelegt. Dieser ist durch ein großes H in einem Kreis gekennzeichnet. Auf amerikanischen Flughäfen hat ein Heliport eine wesentlich größere Bedeutung, als in Mittel-Europa, da dort viele Passagiere zur Umgehung von Verkehrsstaus oder als VIP von Helikoptern zum Flughafen transportiert werden. So erwartet man am Flughafen Frankfurt Main lediglich zwei bis drei Hubschrauberflüge pro Tag.
Sämtliche Einrichtungen und Wege auf der Luftseite, die für Flugzeuge wichtig sind, sind in der Regel in einem Diagramm zu finden, das in den USA für jeden Flughafen erstellt werden muss, der einen Tower hat und als airport diagram bezeichnet wird.

### Kontrollturm
Der Kontrollturm, international Tower genannt, ist der Arbeitsplatz der Fluglotsen, die von hier aus alle Bewegungen von Flugzeugen und sonstigen Objekten wie Fahrzeuge oder ähnliches auf dem Flughafen und alle Flugbewegungen in der Kontrollzone überwachen und steuern. An unkontrollierten Flugplätzen befindet sich hier die Flugleitung.

## Technische Einrichtungen

### Navigationsanlagen
Viele Flugplätze sind mit dem VASI (engl. visual approach slope indicator) oder PAPI (engl. precision approach path indicator) ausgerüstet, die als Ergänzung zu einem Instrumentenanflug dienen, aber auch von Sichtfliegern unter Sichtflugbedingungen genutzt werden. Ein ILS (dtsch. Instrumentenlandesystem), möglicherweise durch bordseitiges GPS gestützt, erlaubt Anflüge bei Nacht oder unter ungünstigen Wetterbedingungen. Dieses ist heute an allen größeren Flugplätzen eine Selbstverständlichkeit. VOR (dtsch. Drehfunkfeuer), NDB (dtsch. ungerichtetes Funkfeuer) und DME (dtsch. Entfernungsmessgerät) ergänzen die Navigationsausstattung von Flugplätzen. Durch Überwachung mittels Flugsicherungsradar können die Controller auf dem Tower Flugzeuge in der Umgebung eines Flugplatzes identifizieren, lokalisieren und auf dem Flugweg begleiten.

### Meteorologische Station
Flughäfen haben in der Regel einen eigenen Flugwetterdienst. Er informiert über die lokale Wettersituation, macht Angaben über Windrichtung und Windgeschwindigkeit, Windverhältnisse in Bodennähe, Aufwinde und Scherwinde, mögliche Vereisung der Start- und Landebahn etc. Der Pilot kann anhand der Informationen des Wetterdienstes das Flugzeug sicherer steuern und landen, der Flughafenbetreiber die Maßnahmen des Winterdienstes und der Flächenenteisung planen und durchführen.
Bei der Flugvorbereitung informieren sich die Piloten an allen Flughäfen über die voraussichtlichen meteorologischen Bedingungen am Platz und auf der gesamten Flugstrecke. Dieses kann direkt beim Flugwetterdienst oder auch mittels elektronischer Hilfsmittel geschehen. Unmittelbar vor dem Abflug oder auch während des Fluges können bei Annäherung an Flughäfen die letzten und neuesten Informationen bezüglich Wetter, benutzter Startbahn, QNH etc. von ATIS (engl. automated terminal information service) abgefragt werden.

## Galerie

Flughafeninfrastruktur (Beispiele)
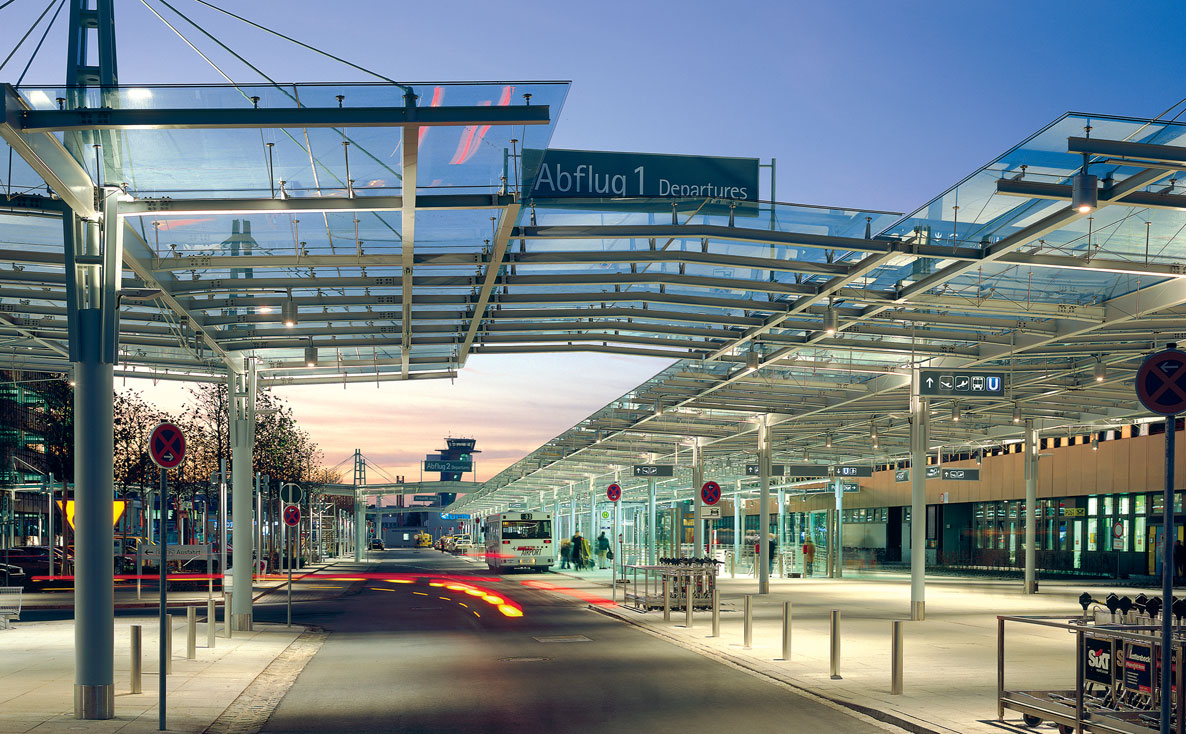
Zufahrt zum Airport Nürnberg
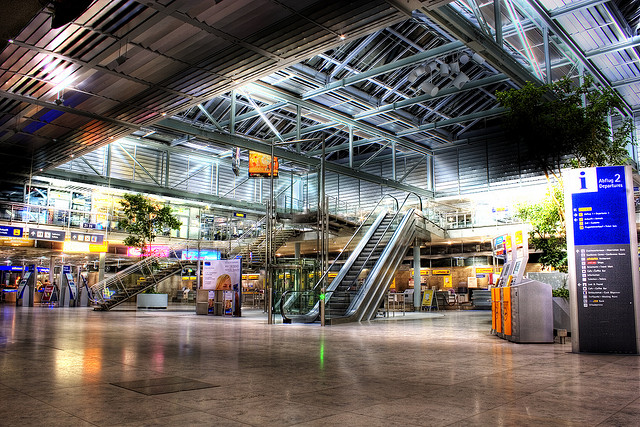
Abflughalle 2 in Nürnberg
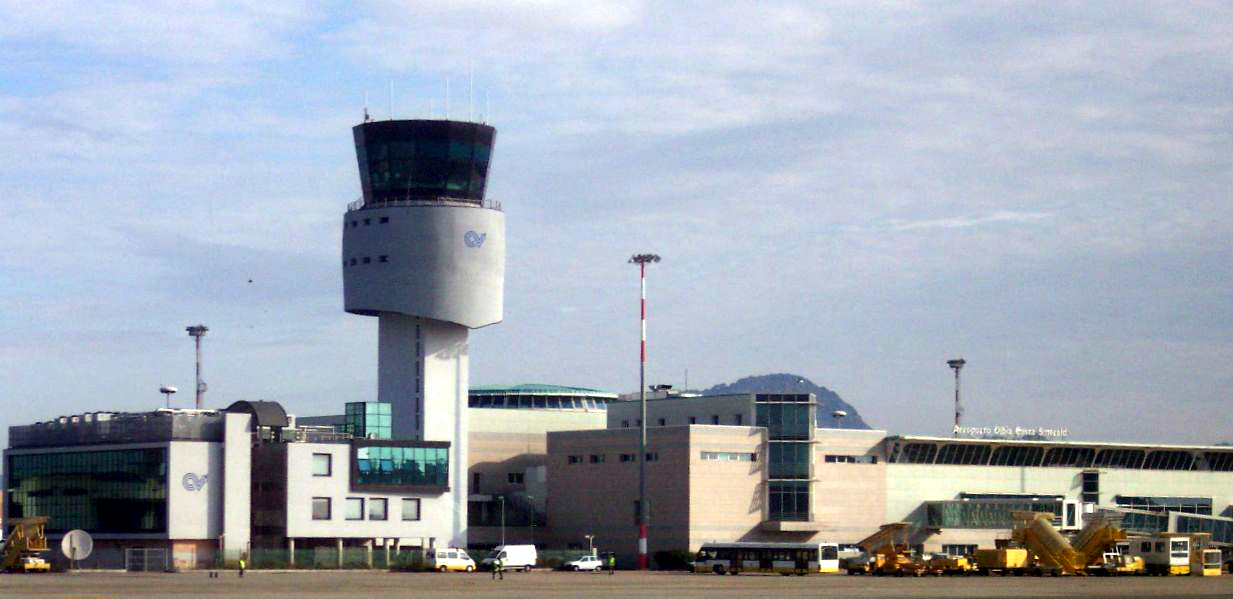
Tower (OLB)
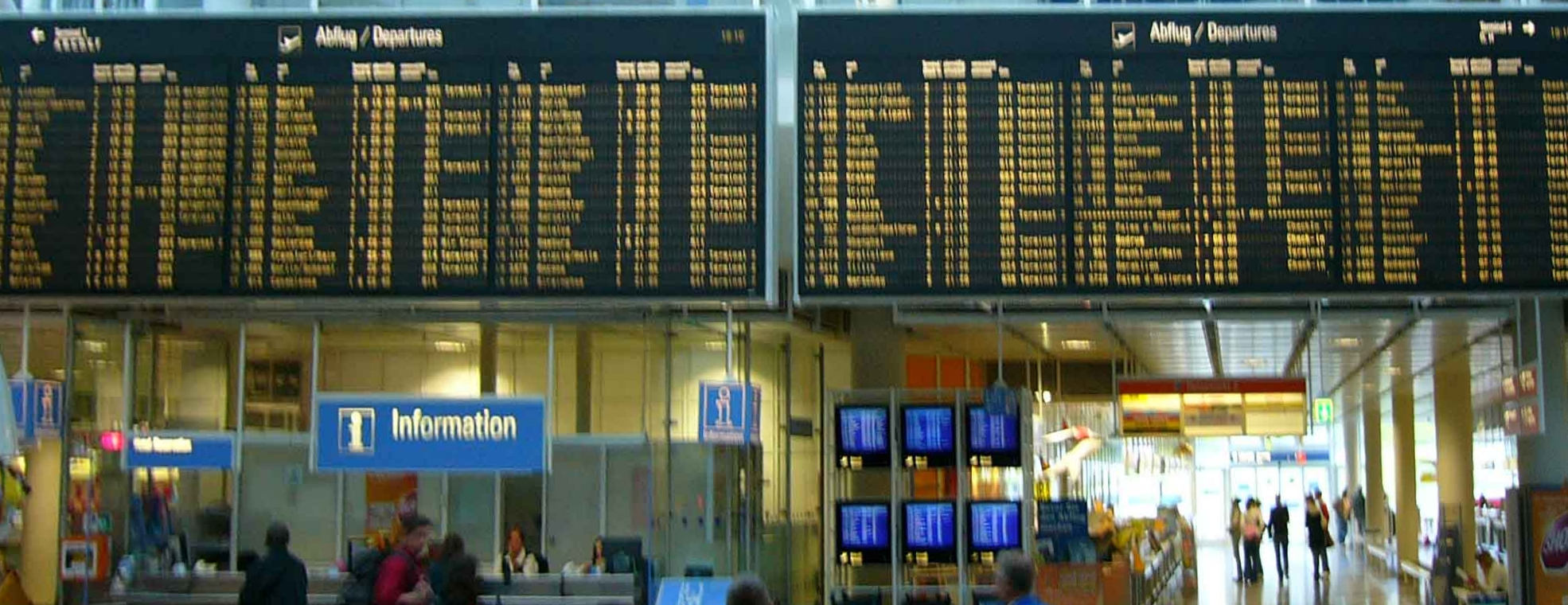
Anzeigetafeln (MUC)
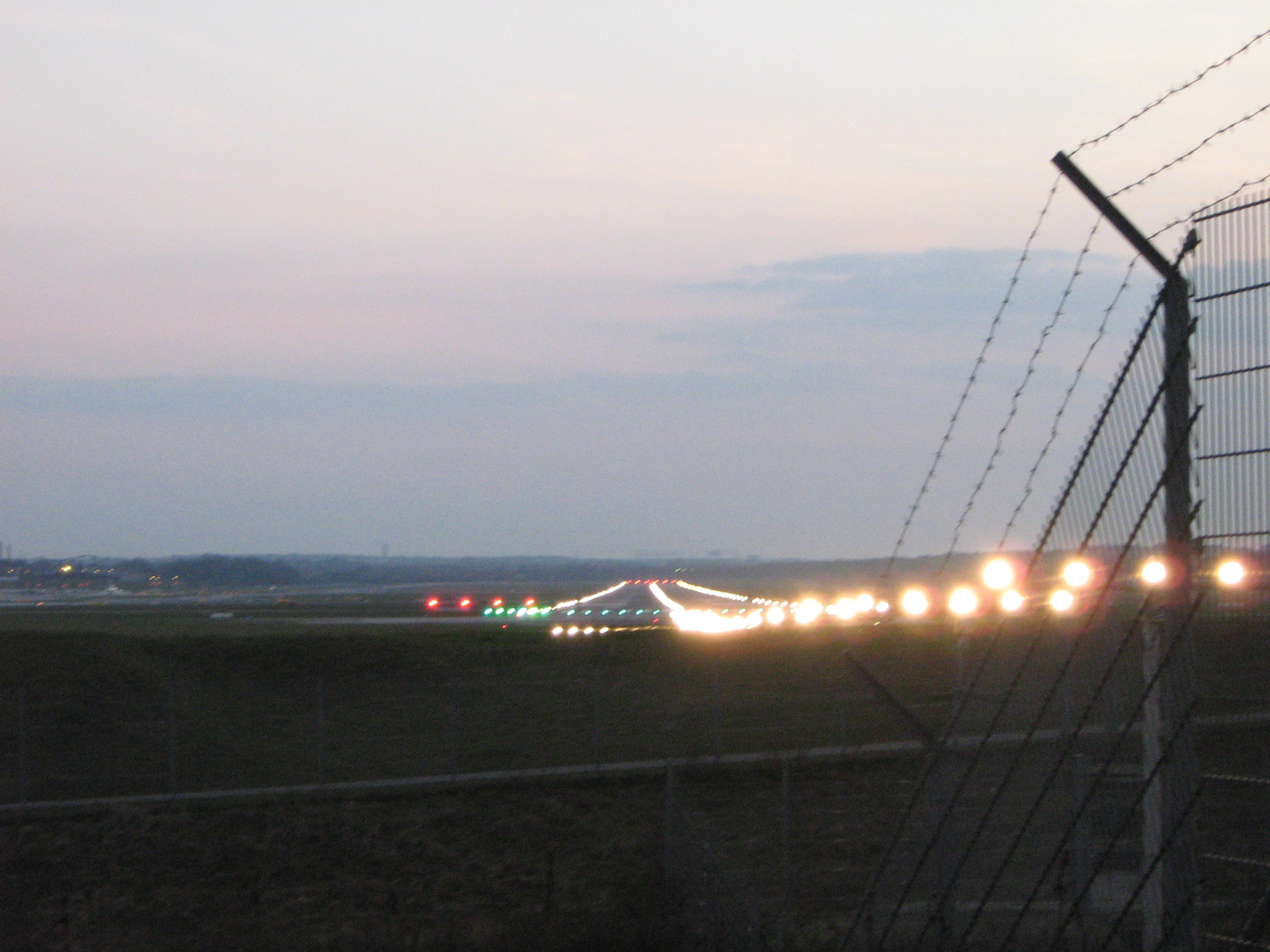
Landebahnbefeuerung (HAM)
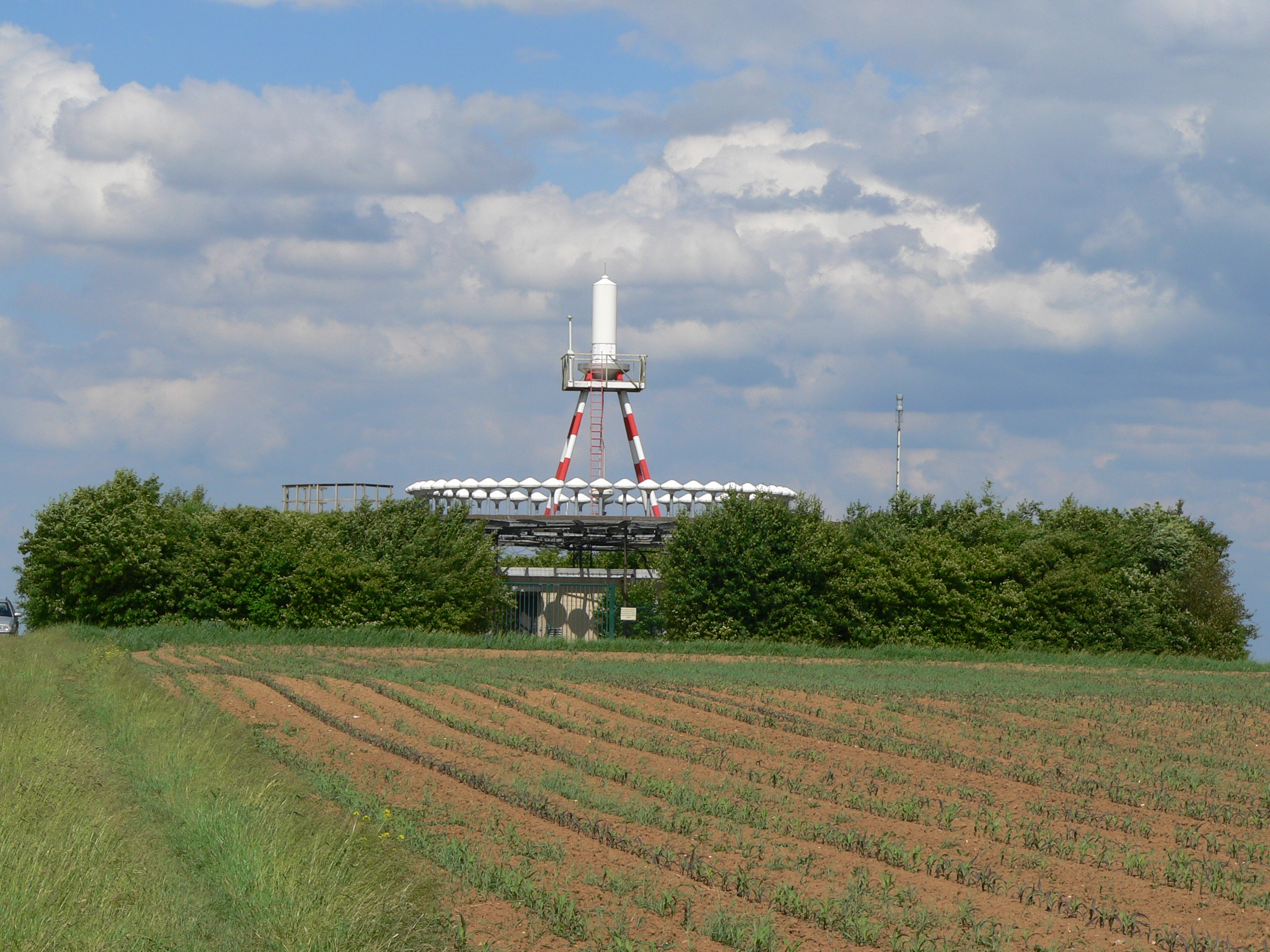
Funkanlage VORTAC TGO
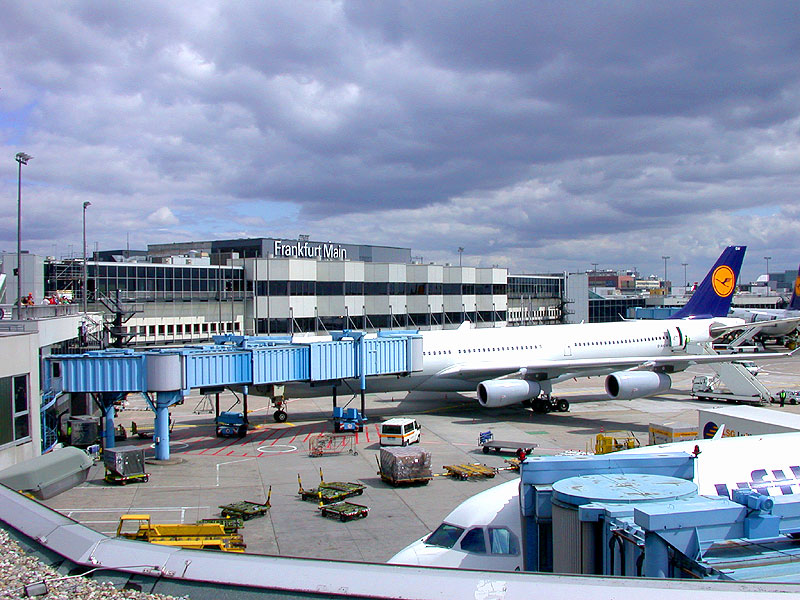
Fluggastbrücken (FRA)
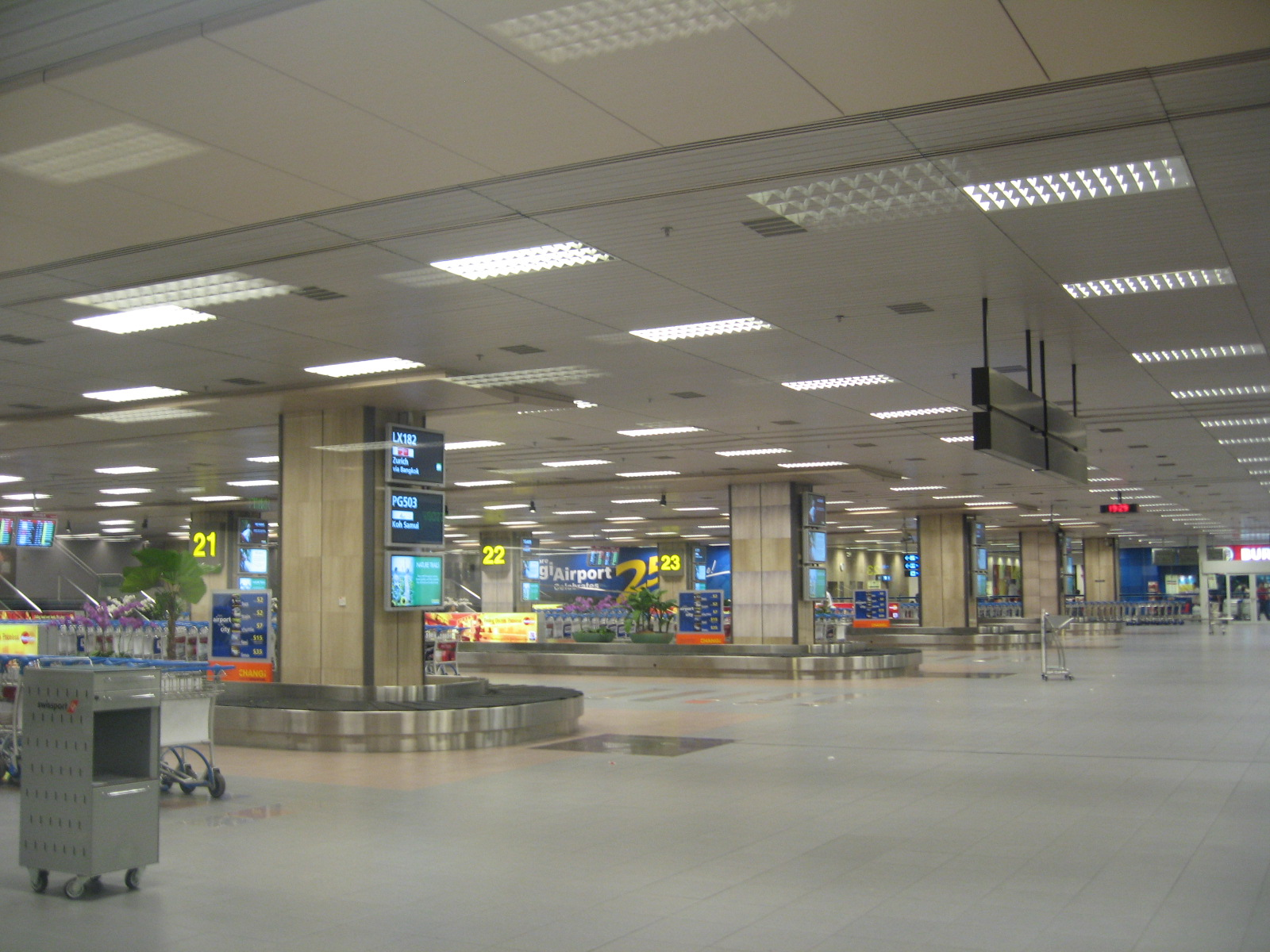
Gepäckförderbänder (SIN)
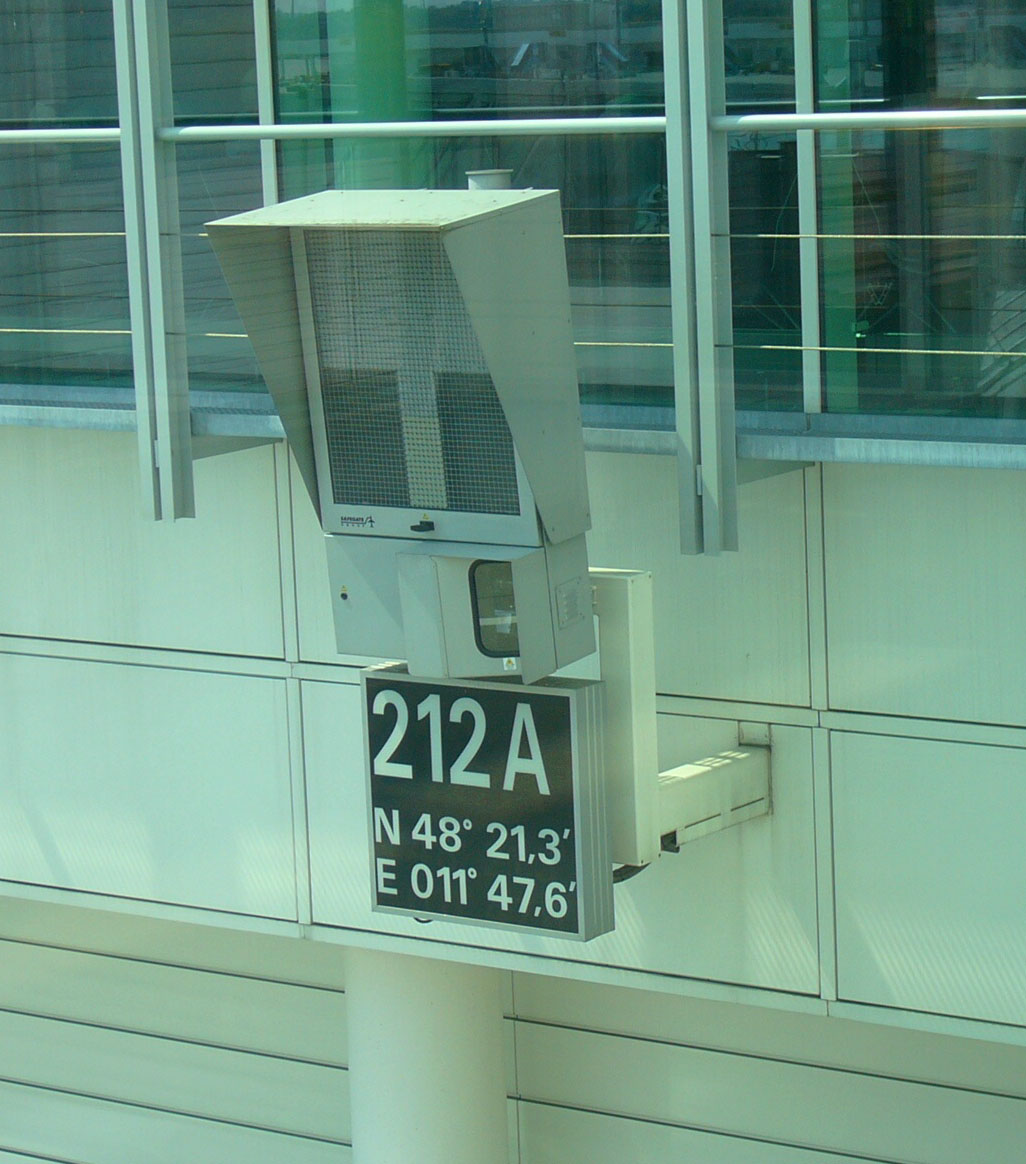
Teil des Gate Operating Systems am Flugsteig (MUC)
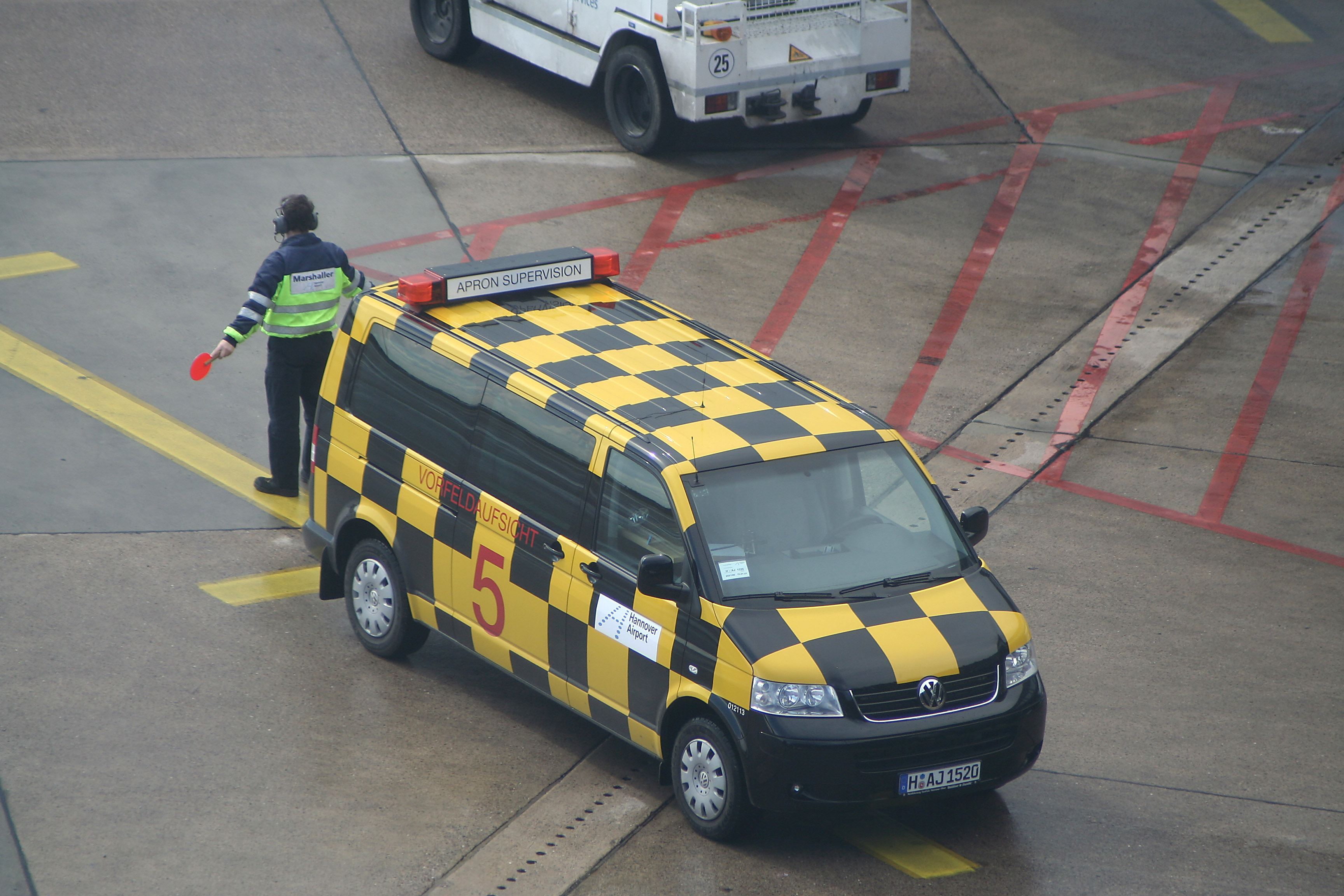
Marshaller und Follow-me-Car (HAJ)
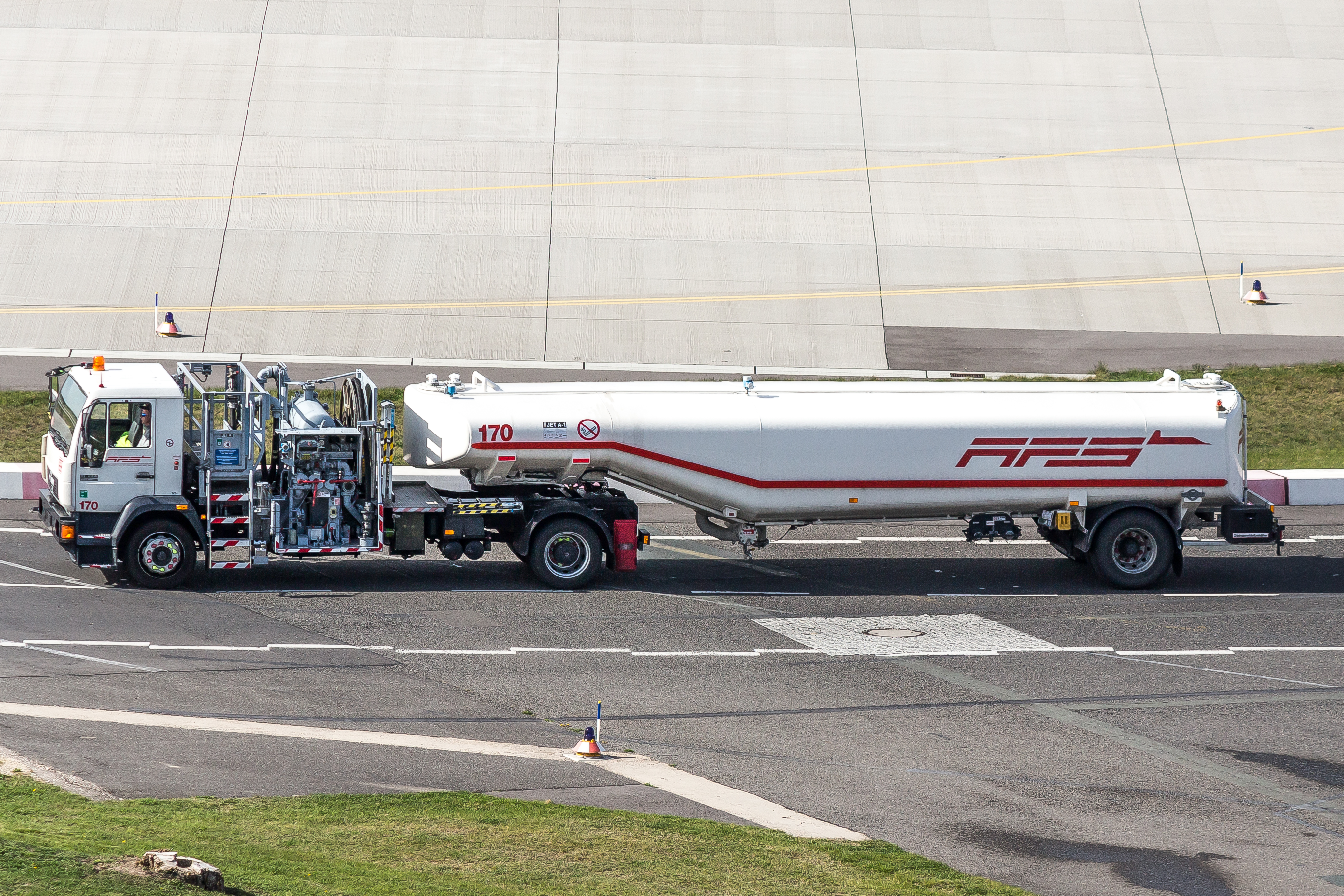
Tankwagen am Flughafen Schönefeld
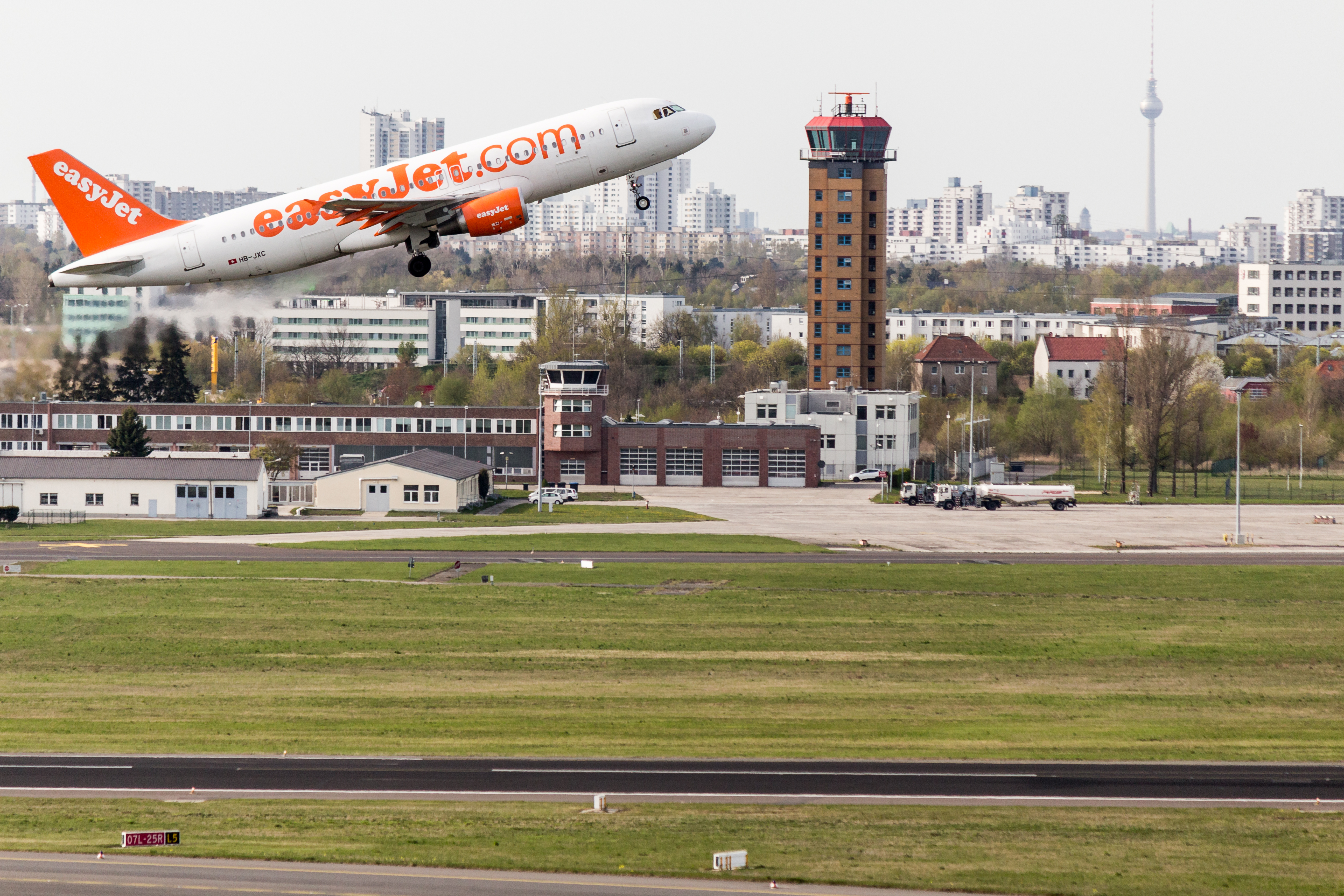
Landebahn und alter Tower am Flughafen Schönefeld
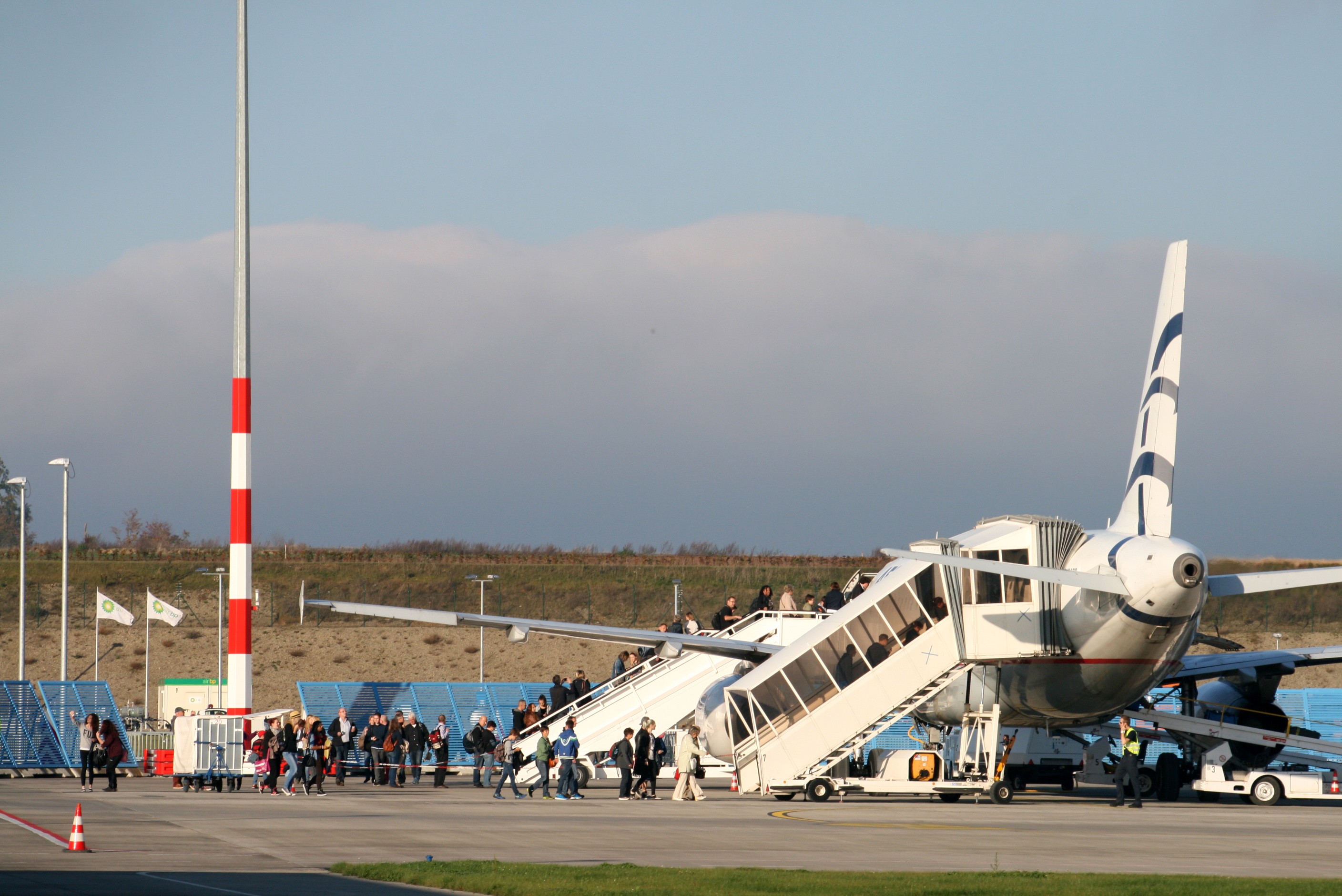
Abfertigung einer Airbus A320 auf dem Vorfeld des Kassel Airport
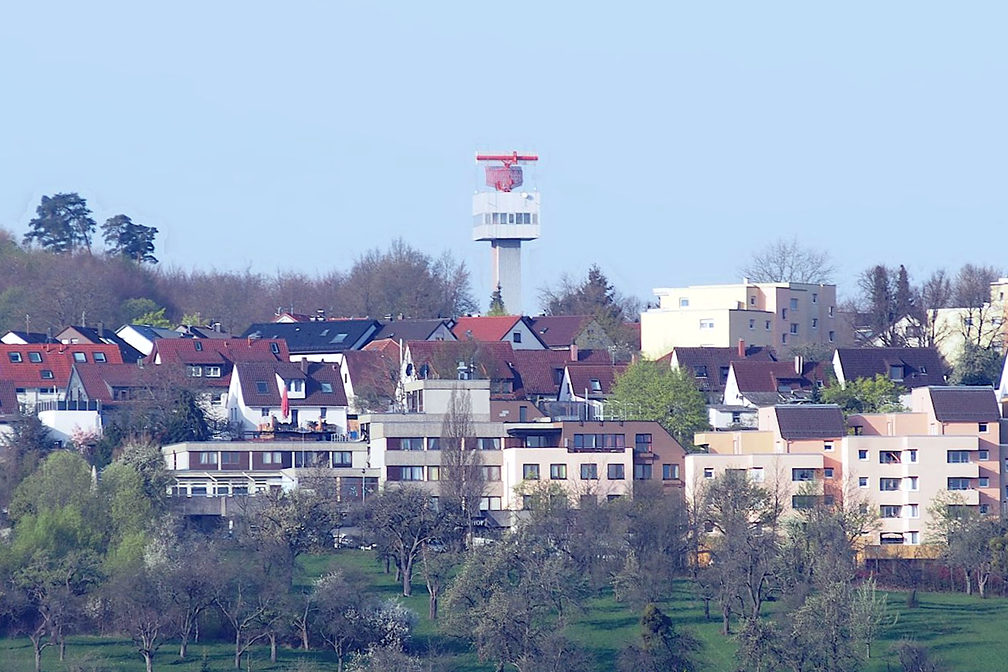
Anflugradar außerhalb des Flughafengeländes